# NGC 3085
NGC 3085 is een lensvormig sterrenstelsel in het sterrenbeeld Waterslang. Het hemelobject werd op 23 maart 1835 ontdekt door de Britse astronoom John Herschel.

## Synoniemen
- ESO 566-38
- MCG -3-26-3
- PGC 28875